# Línguas arutani-sapé
As línguas arutani-sapé constituem uma família linguística hipotética da América do Sul que agrupa as línguas arutani, sapé e maku (jukude).

## Línguas
- Arutani
- Sapé
- Maku (Jukude)

## Comparações lexicais
Alguns paralelos lexicais entre as línguas arutani-sapé (Jolkesky 2016):
| Português | Arutani         | Makú    |
| --------- | --------------- | ------- |
| arara     | kulaw           | kulewa  |
| cabeça    | kʷate           | ɡate    |
| casa      | imed            | miːne   |
| fezes     | atʔsi           | naʧi    |
| fogo      | ani             | niʔ     |
| folha     | ãɲã             | deãɲã   |
| marido    | madʔkie ‘gente’ | baʔleke |
| osso      | mu              | aːmu    |
| pato      | olopono         | lupuna  |
| tartaruga | walaːla         | walaːla |
| tio       | makuaː-madʔi    | baʔtsi  |

| Português         | Arutani                                  | Sapé               |
| ----------------- | ---------------------------------------- | ------------------ |
| eu                | ma-                                      | meːbe/mã-          |
| tu                | ka-                                      | kaːbe/ka-          |
| areia             | iɲakosa                                  | inoku              |
| caminho           | aʔma                                     | umu                |
| corda             | makiʧi                                   | bakiʧi             |
| dente             | ka                                       | ka                 |
| espírito          | mawari                                   | imawari            |
| farinha           | ʧimuat                                   | ʧi                 |
| ir/vir            | ma ‘ir’                                  | ma ‘vir’           |
| lua               | aʔtap                                    | tapu               |
| marido            | kuja                                     | kua ‘homem/marido’ |
| montanha/floresta | moʔka                                    | amukau ‘floresta’  |
| pato              | olopono                                  | topoːno            |
| peneira           | manari                                   | manare             |
| semente           | kuka                                     | ku                 |
| um/três           | komana ‘um’                              | komoɲa ‘três’      |
| amarelo/branco    | alawai ‘branco’ (cf. araʔwid ‘vermelho’) | ãːlãĩ ‘amarelo’    |

| Português | Makú             | Sapé      |
| --------- | ---------------- | --------- |
| água      | naʔme ‘água/rio’ | nam       |
| areia     | lʉnʉkʉ           | inoku     |
| árvore    | taːba            | taba      |
| cunhado   | wane             | wanira    |
| flecha    | ʤimaːla          | ʧĩmãːlã   |
| gordura   | eːkʉnʉ           | kun       |
| irmão     | wada             | ata       |
| mãe       | nõ               | non       |
| morder    | bʉ               | pu        |
| pássaro   | iːduba           | ino       |
| pato      | lupuna           | topoːno   |
| sol/lua   | ja ‘lua’         | jam ‘sol’ |